# Ruta de les 10 ermites
La ruta de les 10 ermites és un recorregut que transcorre pels municipis selvatans de Riudarenes, Santa Coloma de Farners, Sant Hilari Sacalm, Osor i Anglès que permet explorar petites mostres de romànic religiós com són les ermites que formen la ruta, on la majoria han estat restaurades. A més de les deu ermites, la ruta, ens permet veure altres punts d'interès històric, artístic i, especialment, natural. Alguns exemples són el Castell de Farners o la Creu de les Roques del Rei, així com les nombroses fonts que poblen el camí. Així, es pot arribar a conèixer la part més muntanyosa de la comarca de La Selva, molt desconeguda pel públic. 

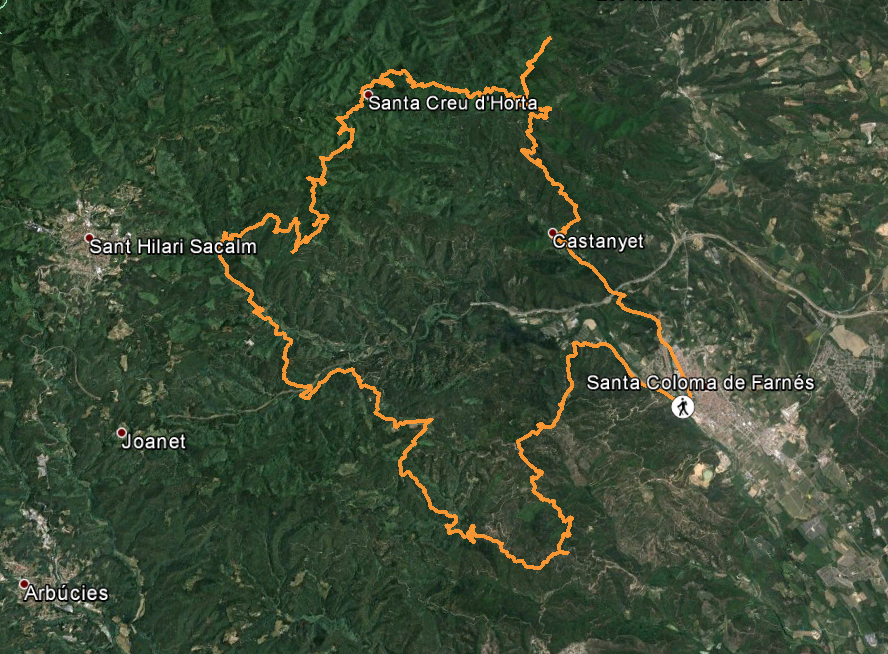
Traçat de la ruta

## Situació i característiques del recorregut
La ruta està correctament senyalitzada amb marques de color blanc. La ruta de les 10 ermites ha estat pensada per recórrer-la en tres dies caminant, amb els itineraris marcats. Aquesta ruta es pot realitzar a peu, amb bicicleta o amb cavall. Però també es poden fer sortides matinals d'ermita a ermita, després d'accedir amb cotxe a l'ermita on es vulgui començar el recorregut. No hi ha cap recorregut parcial però passa per diversos termes municipals.
La ruta té una dificultat baixa tot i la seva durada. En alguns trams el sauló és abundant i relliscós.
El recorregut de "La ruta de les 10 ermites" abraça l'extrem sud del Massís de les Guilleries i transcorre pel sector nord-est de la comarca de La Selva. Es tracta d'un recorregut circular d'uns 66 quilòmetres i amb un desnivell acumulat de 2.000 metres. L'altura màxima és de 920 metres i l'altura mínima és de 124 metres.
Originàriament es partia des de Santa Coloma de Farners on trobem l'ermita de Farners, a tocar del castell amb el mateix nom.
En aquesta ruta visita dos arbres catalogats: El roure de Can Iglesies i el Pi de l'Espinau.

## Ermites

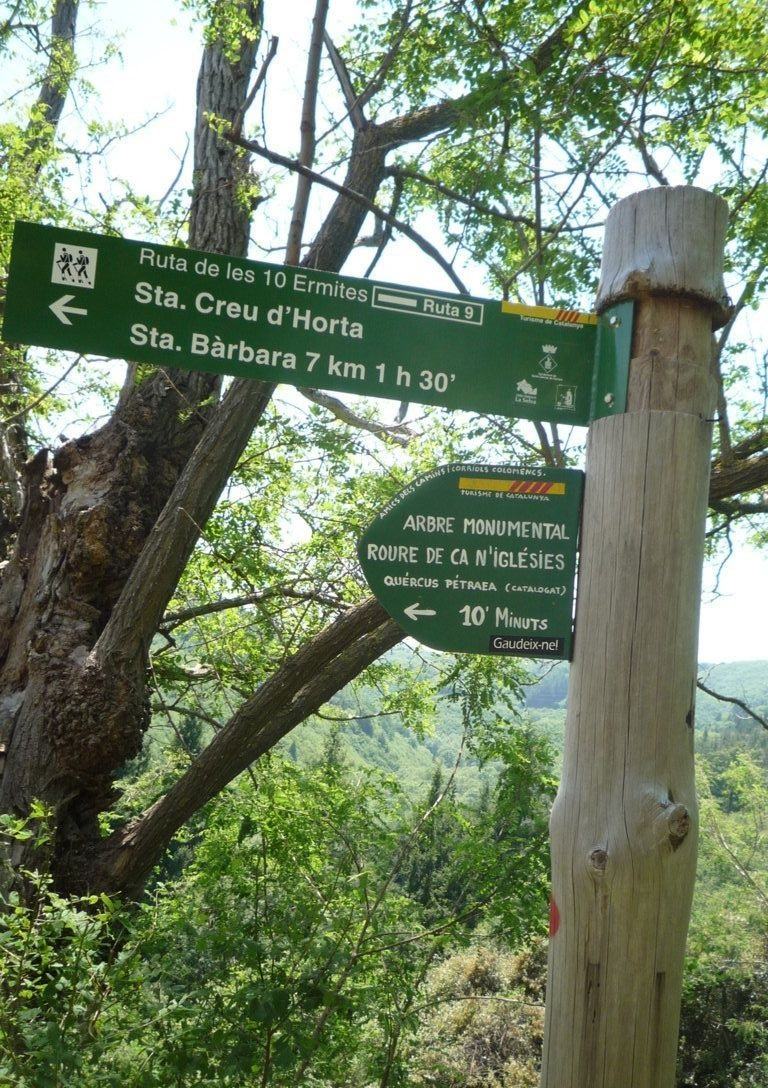
Detall de la senyalització de la ruta

| Número | Nom                        | Municipi                | Coordenades (UTM)      | Altitud    |
| ------ | -------------------------- | ----------------------- | ---------------------- | ---------- |
| 1      | Mare de Déu de Farners     | Santa Coloma de Farners | x: 469531 / y: 4634305 | 386 metres |
| 2      | Mare de Déu d'Argimon      | Riudarenes              | x: 469768 / y: 4631025 | 464 metres |
| 3      | Sant Pere Cercada          | Santa Coloma de Farners | x: 467477 / y: 4631566 | 416 metres |
| 4      | Santa Victòria de Sauleda  | Santa Coloma de Farners | x: 466877 / y: 4633376 | 588 metres |
| 5      | Sant Miquel de Cladells    | Santa Coloma de Farners | x: 463785 / y: 4634010 | 445 metres |
| 6      | Santa Margarida de Vallors | Sant Hilari Sacalm      | x: 462643 / y: 4636949 | 666 metres |
| 7      | Mare de Déu del Pedró      | Sant Hilari Sacalm      | x: 463954 / y: 4638520 | 914 metres |
| 8      | Santa Creu d'Horta         | Osor                    | x: 465495 / y: 4640529 | 705 metres |
| 9      | Santa Bàrbara              | Anglès                  | x: 468331 / y: 4641657 | 864 metres |
| 10     | Sant Andreu de Castanyet   | Santa Coloma de Farners | x: 468788 / y: 4637476 | 246 metres |